# 김태은 (예술가)
김태은(金兌垠, Kim Tae Un, 1986년 9월 25일 ~ )은 대한민국의 미술작가(화가, 설치미술가), 아트디렉터이다.
"사람들을 구분하는 다름의 기준이 변질되어 사회적 차별의 기준이 되었을 때 이는 우리 앞에 벽으로써 나타난다." -김태은 작가-
김태은은 휴머니즘을 주제로 '평화', '자유', '평등', '사랑'과 같은 인류의 본편적 가치에 대해 끊임없이 고민하고 그 메시지를 풀어나가는 작품활동을 하고 있으며, 그의 작품에 소금을 사용하여 '소금 아티스트'로도 알려져 있다. 오스트레일리아 시드니에서 20개국 32인의 미술작가들로 구성된 AFY작가그룹을 만들어 교류전시회들을 기획하였다. 특히 한국과 미국에서 TFH아트프로젝트그룹을 창설하고 인도주의적 국제아트프로젝트 활동을 이어가고 있다. 주요 작품으로는 <Noul>(2003), <Rhythmic intuition>(2005), <환상곡>(2010), <최초의인간>(2016), <바타클랑>(2017) 등이 있으며, 주요 프로젝트로는 <갤러라이제이션, 고양>(2016), <Moving Forward, 뉴욕>(2017), <Korea & Vietnam on Humanism, 하노이>(2018) 등이 있다.

## 생애
1986년 서울에서 출생했다. 유년기 시절 위인전을 읽은 후, 글보다는 그 인물을 상상하며 스케치하는 방식의 독후감을 즐겼다. 10대에는 다른 각도로 사물을 관찰하고 표현하는 파블로 피카소와 조르주 브라크 등의 입체파 기법에 매료되어 정물화를 입체파 기법으로 주로 그렸다.
2001년 오스트레일리아 시드니로 유학을 떠나 약 10년간 거주하며 고등학교를 거쳐 뉴사우스웨일스 대학교를 진학하여 회화를 주 전공으로 학사와 석사를 마쳤으며, 융합교육과정으로 일렉트릭컬 아트를 배웠다.
세계에서 가장 이민자 비율이 높은 오스트레일리아에서 생활하며 초기에는 그가 지닌 한국의 문화와 다른문화들 간의 충돌을 여러차례 경험했지만, 마음을 열고 존중하며 천천히 배워나간 문화들 간의 조화는 그의 작품 및 행보에도 많은 영향을 주었다. 고등학생 시절 시드니의 우범지역인 레드펀 지역에 위치한 노숙인 보호시설로 식품을 나르고 이용자들에게 식사를 나눠주는 봉사활동을 시작하게 되면서 노숙인 및 에보리진(오스트레일리아 원주민)들과의 주기적인 교류를 통해 인도주의적 관점과 소통의 필요성을 깨달았다.
뉴사우스웨일스 대학교에서 오스트레일리아의 구상주의 화가 앤드류 크리스토피디스로부터 사사하였고, 이후 벤 퀼티, 샘 리치, 피터 샤프, 데이빗 이스트우드 등 오스트레일리아의 젊은 스타작가들과 교류하며 전시회를 가졌다. 특히 오스트레일리아에서 20개국 32인의 작가들과 함께 창단한 AFY작가그룹의 디렉터로 활동하면서 교류전시 기획에도 발을 내디뎠다.
한국으로 귀국 후, 소금기법을 더 구체화하여 완성시켰고 그 제작기법은 한국과 미국으로부터 발명특허를 받았다. 그리고 이 기법을 빛과 접목시킨 설치작품 <안중근>(2015), <공자>(2014), <최초의인간>(2016) 등을 만들었으며, 그 중 <최초의 인간>(The first human)의 약자를 딴 TFH아트프로젝트그룹을 설립(2016)하여 공공예술프로젝트들을 기획해나가고 있다.
입체표현 시리즈(2003 - 2010)와 소금 시리즈(2010 - 2017)를 거처 현재는 사람들을 구분하는 다름의 기준이 사회적 차별의 기준으로 변질되었을 때 나타나는 갈등을 벽으로 표현하는 세번째 시리즈 면벽 연작(2017 - )을 선보이고 있다.

## 학력
- 뉴사우스웨일스 대학교 회화과 학사
- 뉴사우스웨일스 대학교 회화과 석사